# Propaganda Due
Pour les articles homonymes, voir Propaganda et Due.
Propaganda Due (prononciation italienne : [pro.pa.ˈɡan.da ˈduː.e]) ou P2 est une loge maçonnique dépendant du Grand Orient d'Italie de 1945 à 1976, puis une loge pseudo-maçonnique (également qualifiée de loge « noire » ou loge « clandestine ») dont l’existence était illégale (au regard de la constitution italienne interdisant les loges secrètes et l’appartenance de représentants de l’État à des organisations secrètes) de 1976 à 1981.
Durant les années pendant lesquelles la loge était dirigée par Licio Gelli, entre 1975 et 1981, P2 a été impliquée dans plusieurs affaires criminelles italiennes, dont la faillite de la banque Ambrosiano étroitement liée au Vatican, les assassinats du journaliste Mino Pecorelli et du banquier Roberto Calvi et des affaires de corruption reliées au scandale des pots-de-vin de Tangentopoli. Les agissements troubles dans le cadre de la P2 ont commencé à être révélés au début des années 1980, avec les enquêtes sur la faillite de l’empire financier de Michele Sindona, un banquier lié à la mafia et au Vatican.
La P2 a parfois été qualifiée d’« État dans l’État », ou de « gouvernement de l’ombre ». La loge comprenait parmi ses membres des journalistes influents, des élus parlementaires, des industriels et des officiers militaires de haut rang. Les noms de Silvio Berlusconi, de l'héritier du trône d’Italie et des chefs des trois branches des services secrets italiens sont notamment apparus dans les listes de membres de la loge.
En perquisitionnant la villa de Licio Gelli, la police a trouvé un document baptisé « Plan de la renaissance démocratique », qui appelait à la concentration des médias, à la suppression des syndicats et à la réécriture de la Constitution de la République italienne.
En dehors de l’Italie, la P2 a également été active en Amérique latine pendant la période de la guerre sale.

## Création
La loge Propaganda a été fondée en 1877 à Turin, sous le nom de « Propaganda Massonica » (Propagande maçonnique). Cette loge était fréquentée par des politiciens et des hauts-fonctionnaires de toute l’Italie qui ne pouvaient pas participer aux réunions de leur propre loge et incluait des membres importants de la noblesse piémontaise.
Cette loge n'était pas vraiment secrète car des personnages éminents en faisaient partie comme Zanardelli, ministre de la Justice ou le poète Carducci. La « propagande » de cette loge consistait à diffuser les valeurs maçonniques (progrès, laïcité et liberté) à travers les institutions politiques et citoyennes. Cette loge a été créée dans la mouvance insurrectionnelle de l'époque pour permettre que des frères comme Garibaldi échappent aux devoirs de maçons et puissent se réunir entre eux, en dehors des temples et des rites maçonniques. Cette organisation élitiste, en dehors de la légalité maçonnique, ne communiquait pas toujours le nom de ses membres à l'obédience.
Le nom a été changé en « Propaganda Due » après la Seconde Guerre mondiale, quand le Grand Orient d'Italie a numéroté ses loges. Dans les années 1960, la loge était moribonde, organisant peu de réunions. La loge originelle n’avait plus grand-chose à voir avec celle que Licio Gelli a développée après y être entré en 1966, deux ans après avoir été lui-même initié comme franc-maçon.
La franc-maçonnerie italienne avait été interdite par le régime fasciste de Benito Mussolini, mais a pu renaître après la Seconde Guerre mondiale dans l’Italie sous influence américaine. Cependant, sa tradition de libre-pensée de l’époque du Risorgimento a été supplantée par un anticommunisme fervent. La progression de l’influence politique de la gauche à la fin des années 1960 a profondément inquiété les francs-maçons italiens. En 1971, Lino Salvini, le grand maître du Grand Orient d’Italie, la principale obédience maçonnique du pays, a confié à Licio Gelli, vénérable maître entre 1970 et 1981, la mission de réorganiser la loge P2.

## Radiation par le Grand Orient
En 1974, il est proposé d’effacer[Qui ?] la P2 de la liste des loges maçonniques du Grand Orient d'Italie. Cette décision est acceptée à une écrasante majorité. Cependant, en 1975, le grand maître Lino Salvini émet un mandat pour une nouvelle loge P2. En 1976, à la demande de Gelli, le Grand Orient la suspend sans la radier. Gelli étant toujours actif dans les instances nationales du Grand Orient deux ans plus tard, finance la réélection de Lino Salvini comme grand maître. En 1981, un tribunal maçonnique confirme que le vote de 1974 signifiait que la loge P2 avait cessé d’exister et que la loge de Gelli fonctionnait depuis cette date de manière illégale.

## Révélations
La loge P2 a été découverte par les procureurs enquêtant sur le banquier Michele Sindona, sur la faillite de la banque Ambrosiano et ses liens avec la mafia. Une liste de membres de la loge a été découverte dans la villa de Gelli à Arezzo lors d’une perquisition en mars 1981 et contenait 962 noms, parmi lesquels d’importants représentants de l’État, plusieurs grands officiers militaires dont les chefs des trois branches des services secrets italiens. Le futur président du Conseil Silvio Berlusconi, qui n’était pas encore entré en politique, était sur cette liste. Victor Emmanuel, le fils du dernier roi d’Italie, y figurait également.
Le président du Conseil Arnaldo Forlani (dont le chef de cabinet était lui-même un membre de la P2) a nommé une commission d’enquête parlementaire présidée par la démocrate-chrétienne indépendante Tina Anselmi. Néanmoins, en mai 1981, Forlani a été obligé de démissionner, le scandale[Lequel ?] ayant causé la chute de son gouvernement en éclaboussant plusieurs membres des partis au pouvoir, dont la Démocratie chrétienne (DC) et le Parti socialiste italien (PSI).
En juillet 1982, de nouveaux documents ont été découverts cachés dans le double-fond d’une mallette appartenant à la fille de Gelli, à l’aéroport de Rome-Fiumicino. Les deux documents étaient intitulés « Memorandum sulla situazione italiana » (Memorandum sur la situation italienne) et « Piano di rinascita democratica » (Plan de renaissance démocratique), et ont été considérés comme le programme politique de la P2. Selon ces documents, les principaux ennemis de l’Italie étaient le Parti communiste italien (PCI), second parti politique italien en nombre de voix, et les syndicats. Ils devaient être isolés, et la coopération avec les communistes, qui avait été proposée dans le « compromis historique » d’Aldo Moro (assassiné par les Brigades rouges en 1978) devait être empêchée.
L’objectif de Gelli était de former une nouvelle élite politique et économique pour diriger l’Italie, dans une forme de démocratie de droite et autoritaire, guidée par une préoccupation anticommuniste. La P2 défendait un programme de vaste corruption politique : « Les partis politiques, les journaux et les syndicats peuvent être les objets d’éventuelles sollicitations qui pourraient prendre la forme de manœuvres économiques et financières. La mise à disposition de sommes n’excédant pas 30 à 40 milliards de lires devrait être suffisante pour permettre à des hommes soigneusement choisis, agissant de bonne foi, de conquérir des positions clés pour un contrôle global. »

## Influence de la P2
Les opinions divergent sur l’influence et la portée de la P2. Certains commentateurs perçoivent la P2, dans le contexte des années de plomb en Italie, comme un gouvernement de l’ombre réactionnaire, prêt à renverser le pouvoir en cas de victoire électorale du PCI. D’autres pensent que ce n’était rien de plus qu’une sordide association de personnes avides de pouvoir et désireuses de faire progresser leurs carrières en tissant un puissant réseau. Quoi qu'il en soit, la P2 a été impliquée dans nombre de scandales et d’affaires mystérieuses en Italie.

### Prise de contrôle duCorriere della Sera
En 1977, la P2 a pris le contrôle du Corriere della Sera, le plus important quotidien italien. À l’époque, le journal était dans une période de difficultés financières et n’arrivait pas à se faire prêter de l’argent par les banques, car son rédacteur en chef, Piero Ottone, était considéré comme hostile au parti Démocratie chrétienne au pouvoir. Le propriétaire du journal, la maison d’édition Rizzoli, a conclu un accord avec Gelli. Ce dernier a procuré les fonds nécessaires au redressement du quotidien, via la Banque du Vatican dirigée par Paul Marcinkus. Ottone a été licencié et la ligne éditoriale du Corriere a viré à droite.
Le journal a publié un long entretien de Licio Gelli en 1980. L’entretien a été mené par l’animateur de débats télévisés Maurizio Costanzo, dont l’appartenance à la P2 a été découverte plus tard. Gelli a affirmé à cette occasion qu’il était favorable à la réécriture de la constitution italienne en s’inspirant du système de la Cinquième République française, un régime parlementaire à exécutif fort. Quand Costanzo lui demande ce qu’il avait toujours voulu être, il répond : « Un marionnettiste. ».

### Massacre de Bologne et stratégie de la tension
La P2 a été accusée d'avoir participé, aux côtés du réseau Gladio, à la « stratégie de la tension ». Selon les termes d'un rapport parlementaire rédigé en 2000 par la coalition de L'Ulivo, elle visait à « empêcher » « le Parti communiste italien et, dans une moindre mesure, le Parti socialiste italien, d'accéder au pouvoir exécutif ».

Les membres de la P2 Licio Gelli et le chef des services secrets Pietro Musumeci ont été condamnés en dernière instance en 1995 pour avoir tenté d’entraver l’enquête de police sur l’attentat de la gare de Bologne, qui a tué 85 personnes et en a blessé plus de 200 le 2 août 1980. Le journaliste Fabrizio Calvi rapporte ces faits :
« après l'enlèvement et l'assassinat du président de la démocratie chrétienne Aldo Moro, Licio Gelli rédige lui-même les rapports signés par le chef du SISDE (it), le général Grassini (it), et oriente l'enquête de ses services secrets. De même, il lance les services secrets sur les traces d'une fantomatique organisation internationale après l'attentat qui a fait 85 morts à la gare de Bologne le 2 août 1980. »
Toujours selon Fabrizio Calvi, l'acte fondateur de Licio Gelli a été l'obtention des archives du SISMI, les services secrets militaires. Il serait ensuite devenu le « véritable chef occulte » des services de renseignement italiens, obtenant notamment la nomination du général Vito Miceli (it) à la direction du SID au début des années 1970, et ceci grâce à l'aide de deux membres de P2, le secrétaire et le frère du ministre de la Défense Mario Tanassi. En 1978, tant le général Grassini, chef du SISDE (services secrets du ministère de l'Intérieur), que Santovito (it), chef du SISMI, ou le préfet Pelosi, chef du CESIS (it), qui coordonne les deux services, sont membres de la loge. Gelli aurait disposé d'un pouvoir tel qu'il aurait pu décider de promotions et de nominations à l'intérieur du SISMI et du SISDE. Il aurait ainsi nommé le général Pietro Musumeci comme chef du bureau de contrôle et de sécurité du SISMI, malgré le fait que bien d'autres pouvaient prétendre à ce poste.

### Scandale Banco Ambrosiano
La loge P2 est devenue la cible d’une attention particulière dans le cadre de la faillite de Banco Ambrosiano en 1982 (l’une des principales banques de Milan, possédée en partie par la Banque du Vatican), et de la mort suspecte de son président Roberto Calvi à Londres la même année, qui a d’abord été considérée comme un suicide avant qu’il soit établi qu’il s’agissait en fait d’un assassinat maquillé. Certains journalistes ont suggéré qu’une partie des fonds issus de la banque a été récupérée par des membres de P2.

### CompteProtezione
L’un des documents retrouvés en 1981 chez Gelli mentionnait un numéro de compte bancaire, baptisé « Protezione » (« Protection »), enregistré à la banque suisse UBS à Lugano. Il décrivait un paiement de 7 millions de dollars de la part du président de la compagnie pétrolière ENI, Florio Fiorini, via Roberto Calvi, au dirigeant du PSI Claudio Martelli, pour le compte de Bettino Craxi, président du Conseil socialiste de 1983 à 1987.
L’ampleur exacte des paiements est devenue claire douze ans plus tard, en 1993, avec les enquêtes de l’opération Mani pulite (« Mains propres ») dévoilant un immense système de corruption politique. L’argent était censé être un renvoi d’ascenseur pour un prêt que les dirigeants socialistes avaient arrangé pour renflouer Banco Ambrosiano. Des rumeurs selon lesquelles le ministre de la Justice Claudio Martelli était lié à ce compte bancaire avaient circulé dès l’apparition de la P2 dans les dossiers d’instruction. Il avait toujours fermement démenti ces allégations. Cependant, quand l’existence de ce lien a été formellement rendue publique, il a dû démissionner.

### Relations internationales
En dehors de l’Italie, la P2 était également très active en Uruguay, au Brésil, et en Argentine, pendant la période de la guerre sale. Licio Gelli insinuait fréquemment qu’il était un ami proche de Juan Perón. Raúl Alberto Lastiri, président par intérim de l’Argentine en 1973, était un membre de la loge, de même qu’Emilio Massera, membre de la junte militaire argentine dirigée par le général Videla de 1976 à 1978, ainsi que José López Rega, ministre des Affaires sociales dans le gouvernement de Perón et fondateur de l’Alliance anticommuniste argentine, et le général Guillermo Suárez Mason (es).

## Organisation criminelle

### Commission d’enquête parlementaire
La commission d’enquête parlementaire présidée par Tina Anselmi a conclu que la loge P2 était une organisation criminelle secrète. Des allégations de relations internationales clandestines ont été en partie confirmées. Il s’agissait principalement de relations avec l’Argentine et certaines personnes suspectées d’être liées à la CIA.
Mais rapidement, un débat politique a pris le pas sur la partie judiciaire de l’analyse. Le rapport majoritaire indique que les activités de la P2 résultaient de « la pollution de la vie publique de la nation. Elles visaient à altérer, souvent d’une façon décisive, le fonctionnement correct des institutions du pays, en fonction d’un projet qui avait pour but de saper notre démocratie. » Un rapport majoritaire rédigé par l’universitaire Massimo Teodori (it) conclut que la P2 n’était pas seulement une excroissance anormale d’un système globalement en bonne santé, comme le supposait le rapport de la majorité, mais un symptôme inhérent au système lui-même.

### Nouvelle loi italienne sur les loges secrètes
Malgré leur interdiction sous le régime fasciste depuis 1925, les institutions maçonniques avaient été tolérées en Italie depuis la fin de la Seconde Guerre mondiale. Une loi spéciale avait cependant été promulguée pour prohiber les « loges secrètes ». Le Grand Orient d'Italie, après avoir pris des mesures disciplinaires contre des membres ayant eu des relations avec la P2, a pris ses distances avec la loge elle-même. D’autres lois ont depuis interdit l’appartenance à des organisations secrètes pour certaines catégories d’employés de l’État (en particulier les officiers militaires). Ces lois ont été remises en cause par la Cour européenne des droits de l’Homme. En se basant sur la jurisprudence d’une action en justice d’un officier de la Royal Navy britannique, la Cour européenne a établi l’illégalité, de toute tentative d’interdire l’appartenance à la franc-maçonnerie à des officiers militaires, ce qui constituerait un manquement aux Droits de l’Homme.

## Liste de Gelli
La liste découverte dans la villa de Licio Gelli le 17 mars 1981 doit être considérée avec précaution, car elle est censée être une compilation de membres de la P2 et le contenu du carnet d’adresse Rolodex de Gelli. Beaucoup de ceux qui figurent sur cette liste n’ont apparemment jamais été sollicités pour faire partie de la P2, et il n’est pas possible de connaître le nombre exact de personnes sur la liste formellement initiées. Depuis 1981, certains d’entre eux ont pu faire valoir à la Justice italienne qu’ils se sont tenus à l’écart de la P2.
Le 21 mai 1981, le gouvernement italien d'Arnaldo Forlani a publié cette liste, ce qui a provoqué le suicide d'un colonel et la tentative de suicide d'un dirigeant démocrate-chrétien, la destitution des chefs des services de renseignement, la retraite anticipée de dizaines de banquiers et d'industriels, le licenciement de cinq directeurs de grands journaux et des centaines d'enquêtes de police portant sur des fonctionnaires. La commission d’enquête parlementaire présidée par Tina Anselmi a considéré que cette liste était fiable et authentique. Elle a décidé de publier cette liste dans son rapport final intitulé Relazione della Commissione parlamentare d’inchiesta sulla Loggia massonica P2.
La liste compte 962 noms dont celui de Gelli. Certains exégètes ont prétendu qu’au moins 1 000 noms étaient toujours tenus secrets, car la numérotation des membres commençait avec le nombre 1 600, ce qui pouvait laisser croire que la liste complète n’avait pas été trouvée. La liste comprend tous les chefs des services secrets italiens, 195 officiers des différentes armes militaires (12 généraux des carabinieri, 5 de la Guardia di Finanza, 22 de l’armée de terre, 4 de l’armée de l’air et 8 amiraux), ainsi que 44 députés ou sénateurs, 3 ministres, un secrétaire de parti politique, des magistrats, quelques préfets et commissaires, des banquiers et des hommes d’affaires, des hauts-fonctionnaires, des dirigeants de la presse et de chaînes de télévision, et un dirigeant de la Banca di Roma (troisième banque du pays), ancien directeur général de la Banca Nazionale del Lavoro (la plus grande).
Parmi les personnalités notables figurant sur la liste :
- Federico Carlos Bartffeld, futur ambassadeur d’Argentine en Yougoslavie, déchu en 2003 de son poste au gouvernement de Nestor Kirchner à la suite d'accusations d’implication dans la Guerre sale ;
- Silvio Berlusconi, homme d’affaires, futur président du Conseil[16] ;
- Roberto Calvi, surnommé le « banquier de Dieu »[4] ;
- Fabrizio Cicchitto, député du Parti socialiste italien (PSI), futur transfuge dans le parti Forza Italia de Berlusconi[5] ;
- Maurizio Costanzo, animateur de télévision populaire sur les chaînes de télévision de Berlusconi ;
- Franco Di Bella, directeur du Corriere della Sera, commanditaire de l’entretien de Licio Gelli[16] ;
- Publio Fiori, membre de Démocratie chrétienne, cible d’un attentat des Brigades rouges, futur ministre du parti Alliance nationale dans le gouvernement Berlusconi ;
- Orazio Giannini, général commandant la Guardia di Finanza de 1980 à 1981, qui, le jour de la découverte de la liste, aurait téléphoné au responsable policier de l’opération pour lui dire (selon le témoignage du responsable en question devant la commission d’enquête parlementaire) : « Vous devriez savoir que vous avez trouvé des listes. Je suis sur ces listes. Faites attention, car il en est de même aux échelons les plus élevés. Prenez garde, vous allez être dépassés par tout cela. »[3] ;
- Raffaele Giudice, général commandant la police financière (Guardia di Finanza) de 1974 à 1978, nommé par Giulio Andreotti, coupable de complicité de fraude fiscale pour un montant de 2,2 milliards de dollars avec le magnat du pétrole Bruno Musselli[17] ;
- Giulio Grassini (it), directeur du Service des renseignements et de la sécurité démocratique (it) (SISDE)[17] ;
- Pietro Longo, secrétaire national du Parti social-démocrate italien (PSDI)[16] ;
- Guillermo Suárez Mason, général argentin condamné pour des crimes (tortures, enlèvements) commis pendant la guerre sale[15] ;
- Emilio Massera, membre de la junte militaire argentine dirigée par Jorge Videla de 1976 à 1978 ;
- Pietro Musumeci, directeur adjoint du Service des renseignements et de la sécurité militaire (SISMI)[17] ;
- Vito Miceli (it), directeur du Service des renseignements opérationnels et situationnels (it) (SIOS), arrêté en 1975 pour conspiration contre l’État dans le cadre de la stratégie de la tension, futur membre du MSI, parti néofasciste[17] ;
- Carmine Pecorelli, journaliste controversé, proche des services secrets et maître-chanteur, assassiné le 20 mars 1979, qui avait établi des relations, entre les lignes, dans un article de mai 1978, entre l’enlèvement et assassinat d’Aldo Moro et l’opération Gladio ;
- José López Rega, ministre argentin des Affaires sociales de 1973 à 1976 et fondateur de l’Alliance anticommuniste argentine ;
- Angelo Rizzoli (it), éditeur, propriétaire du Corriere della Sera, dit « Angelone » pour le distinguer de son grand-père Angelo Rizzoli[16] ;
- Giuseppe Santovito (it), chef des services de renseignement de l’armée (SISMI)[17] ;
- Michele Sindona, banquier lié à la mafia, empoisonné en prison[4] ;
- Bruno Tassan Din, directeur général du Corriere della Sera[16] ;
- Giovanni Torrisi, amiral et chef d’État-major de l’armée italienne[5].

### Vidéographie et radiophonie
- « Loge P2: Licio Gelli le grand marionnettiste ».
- « Le dossier Berlusconi », diffusé sur Arte le 1er février 2011.
- Loge P2 : francs-maçons, mafia et CIA, France Inter, 11 mars 2019.